# Nymphon capense
Nymphon capense är en havsspindelart som beskrevs av Hodgson, T.V. 1908. Nymphon capense ingår i släktet Nymphon och familjen Nymphonidae. Inga underarter finns listade i Catalogue of Life.